# Gerusia
Gerusia, (även gerontia och gerochia) var de äldres råd i den antika, grekiska staden Sparta. Rådet bestod av de 28 geronterna, alla män över 60 år och valda på livstid. Gerusia motsvarade romarnas senat. Från början var tanken att gerusia skulle vara en motvikt mot å ena sidan kungamakten och å andra sidan folkförsamlingen. Rådet ägde viss makt, bland annat domsrätt vid anklagelser mot kungarna.